# Condado de Lenawee
El condado de Lenawee (en inglés: Lenawee County, Míchigan), fundado en 1822, es uno de los 83 condados del estado estadounidense de Míchigan. En el año 2000 tenía una población de 98 890 habitantes con una densidad poblacional de 51 personas por km². La sede del condado es Adrian.

## Geografía
Según la Oficina del Censo, el condado tiene un área total de 1971 km² (761 mi²), de la cual 1942 km² (749,8 mi²) es tierra y 28 km² (10,8 mi²) es agua.

## Condados adyacentes
- Condado de Washtenaw noreste
- Condado de Jackson noroeste
- Condado de Monroe este
- Condado de Hillsdale oeste
- Condado de Lucas sureste
- Condado de Fulton suroeste

## Demografía
En el 2000 la renta per cápita promedia del condado era de $45 739, y el ingreso promedio para una familia era de $53 611. El ingreso per cápita para el condado era de $20 186. En 2000 los hombres tenían un ingreso per cápita de $38 458 frente a los $25 510 que percibían las mujeres. Alrededor del 6,70 % de la población estaba bajo el umbral de pobreza nacional.

## Lugares

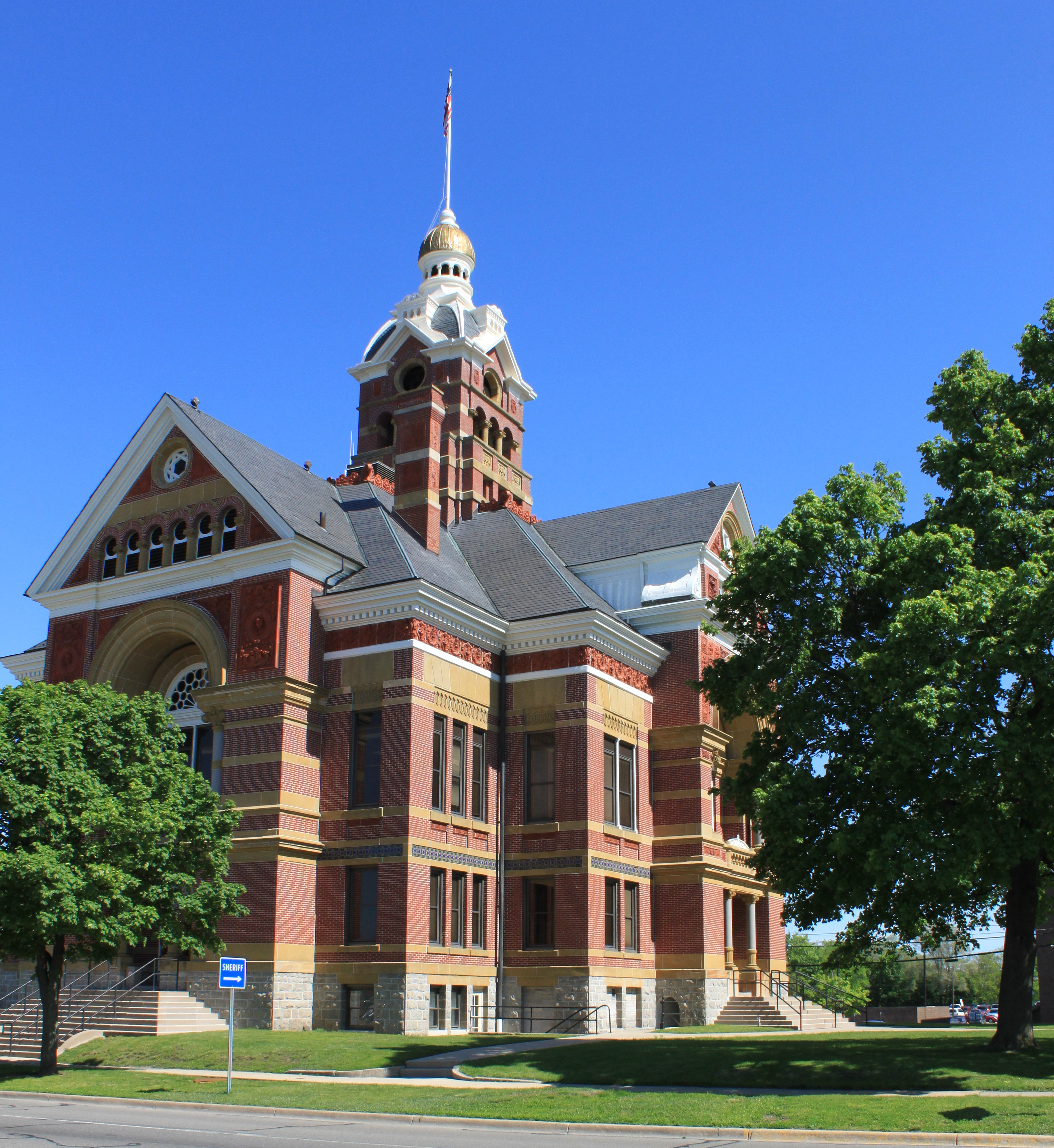
Lenawee Corte del Condado, Adrián

### Ciudades
- Adrian
- Hudson
- Morenci
- Tecumseh

### Villas
- Addison
- Blissfield
- Britton
- Cement City (parcial)
- Clayton
- Clinton
- Deerfield
- Onsted

### Lugares designados del censo
- Jasper
- Manitou Beach-Devils Lake

### Comunidades no incorporadas
- Canadaigua
- Fairfield
- Madison Center
- Medina
- North Morenci
- Palmyra
- Sand Creek
- Tipton
- Weston

### Municipios
| - Municipio de Adrian Charter - Municipio de Blissfield - Municipio de Cambridge - Municipio de Clinton - Municipio de Deerfield - Municipio de Dover | - Municipio de Fairfield - Municipio de Franklin - Municipio de Hudson - Municipio de Macon - Municipio de Madison Charter - Municipio de Medina | - Municipio de Ogden - Municipio de Palmyra - Municipio de Raisin Charter - Municipio de Ridgeway - Municipio de Riga - Municipio de Rollin | - Municipio de Rome - Municipio de Seneca - Municipio de Tecumseh - Municipio de Woodstock |

### Principales carreteras
- US-12 - Michigan Avenue, también conocido como Chicago Road
- US-127
- US-223
- M-34
- M-50
- M-52
- M-124
- M-156